# Oasi Arcola
L'Oasi Arcola è un'area naturale protetta di 34 ettari sita in località San Genesio ad Arcola, nella Lunigiana ligure, e ricompresa nel Parco naturale regionale di Montemarcello-Magra-Vara. L'oasi è gestita dalla Lega Italiana Protezione Uccelli (LIPU) in convenzione col parco naturale regionale e col comune di Arcola.
L'oasi si trova lungo la riva destra del fiume Magra e rappresenta un ottimo luogo per fare birdwatching durante la migrazione degli uccelli, specialmente nei mesi di marzo e aprile.

## Storia
L'oasi di Arcola è nata ufficialmente nel 1992 su iniziativa della provincia della Spezia per realizzare la prima garzaia artificiale d'Italia. Il territorio su cui è sorta l'oasi era utilizzato dai primi anni 1970 per coltivazioni, cave di inerti e discariche abusive di rifiuti, rimanendo a lungo caratterizzato da una scarsa vegetazione.
La gestione dell'oasi è stata affidata fin da subito alla Lega Italiana Protezione Uccelli (LIPU) ma la realizzazione della garzaia non fu portata a termine a causa di svariate problematiche tra cui anche alcune alluvioni ed atti vandalici. Nel 2008 LIPU, Parco naturale regionale di Montemarcello-Magra-Vara e comune di Arcola hanno firmato una nuova convenzione per la gestione dell'area naturale.

## Flora
La flora è caratteristica di un contesto fluviale e umido che presenta lanche, canneti e boschi ripari.
Il bosco alluvionale relitto è composto prevalentemente da ontano nero (Alnus glutinosa), pioppo (Populus nigra e Populus alba) e salice (Salix alba, Salix purpurea e Salix elaeagnos). Dal 2010 risulta inoltre presente la Lathraea clandestina, una pianta parassita.

## Fauna
La fauna selvatica dell'area naturale è composta prevalentemente da uccelli, molti dei quali migratori, grazie alla posizione tra il mar Mediterraneo e l'Europa continentale.
Durante appositi censimenti sono state registrate nell'oasi oltre 150 specie di uccelli; tra di esse sono nidificanti: gallinella d'acqua (Gallinula chloropus), martin pescatore (Alcedo atthis), pendolino (Remiz pendulinus), porciglione (Rallus aquaticus) e tarabusino (Ixobrychus minutus) mentre sono avvistabili durante le migrazioni e in periodo invernale: airone rosso (Ardea purpurea), albanella minore (Circus pygargus), cavaliere d'Italia (Himantopus himantopus), combattente (Calidris pugnax), cormorano (Phalacrocorax carbo), falco di palude (Circus aeruginosus), falco pescatore (Pandion haliaetus), lodolaio (Falco subbuteo), piovanello pancianera (Calidris alpina), pittima reale (Limosa limosa) e sgarza ciuffetto (Ardeola ralloides).